# Nicolas Pariser
Nicolas Pariser (Parigi, 29 settembre 1974) è un regista e sceneggiatore francese.

## Biografia
Dopo una laurea in filosofia all'università Pantheon-Sorbona e alcuni cortometraggi, ha vinto il premio Louis-Delluc al miglior esordio per il suo primo lungometraggio, Le Grand Jeu (2015). Ha poi diretto Alice e il sindaco (2019), con Fabrice Luchini.

## Filmografia
- La République – cortometraggio (2010)
- Agit Pop – cortometraggio (2013)
- Le Grand Jeu (2015)
- Alice e il sindaco (Alice et le Maire) (2019)
- Il mistero del profumo verde (Le Parfum vert) (2022)